# Judy Matheson
Pour les articles homonymes, voir Matheson.
Judy Matheson est une actrice et présentatrice TV britannique née à Thurrock le 27 août 1945.

## Biographie
Après avoir grandi au Canada, Judy Matheson rejoint en 1967 le groupe The Bristol Old Vic Theatre Company et part en tournée aux États-Unis et en Europe.
Elle obtient son premier rôle en 1968, avec la série TV Spindoe, l'année suivante elle débute au cinéma dans Les Cruelles (1969), un film espagnol réalisé par Vicente Aranda puis Matheson jouera dans des films produit par la Hammers comme La Soif du vampire (1971), Les Sévices de Dracula (1971) ou encore Le Théâtre de l'angoisse (1972) et Confessions d'un laveur de carreaux (1974). Judy Matheson a aussi joué à la télévision pour des séries comme Les Professionnels (1978), Z Cars (1976-1978) et Blake's 7 (1980). En 1981, elle devient présentatrice à la télévision pour les infos de nuit de la chaîne ITV. Judy Matheson participa au lancement de l'opérateur Sky en 1990.

### Vie familiale
- Divorcée de Paul Freeman (1967 - ?) .
- Mariée à Douglas Jarvis (1995 - ), dont 2 enfants.

## Filmographie
- 1968 : City'68 (série télévisée) : La petite amie de Len
- 1968 : Spindoe (série télévisée) : Serveuse (2 épisodes)
- 1968 : B and B (série télévisée) : Preta
- 1969 : L'Homme le plus dangereux du monde : Une étudiante
- 1969 : Las crueles de Vicente Aranda : Esther
- 1969 : Coronation Street (série télévisée) : Infirmière
- 1970 : The Emergence of Anthony Purdy, Esq., Farmer's Labourer (téléfilm) : Philipa
- 1970 : Doing Her Own Thing (téléfilm) : L'amie d'Helen
- 1971 : La Soif du vampire : Amanda McBride
- 1971 : Les Sévices de Dracula : La fille de Woodman
- 1971 : Crudible of Terror : Marcia
- 1972 : Shelley (téléfilm) : Jane Williams
- 1972 : Le Rideau de la mort : Jane
- 1972 : Dead of Night (série télévisée) : Tessa
- 1972 : L'Aventurier (série télévisée) : Claire Adams
- 1973 : Crie et meurs (Scream and Die) de José Ramón Larraz : Lorma Collins
- 1973 : Harriet's Back in Town (série télévisée) : Sarah Chivers (4 épisodes)
- 1974 : Confessions d'un laveur de carreaux : Elvie
- 1974 : Percy's Progress (en) : Maria
- 1976 : Regan (série télévisée) : La petite amie de Kibber
- 1976-1978 : Z-Cars (série télévisée) : Mademoiselle Andrews / Terri
- 1977 : Crossroads (série télévisée) : Vicky Lambert
- 1978 : Les Professionnels (série télévisée) : Mandy Mitchell
- 1979 : Citizen Smith (série télévisée) : Caroline
- 1980 : Blake's 7 (série télévisée) : Mutoid
- 2017 : Frankula (court-métrage) : Vera Vomit
- 2020 ; The Haunting of Margam Castle de Andrew Jones : Agatha